# Jan Kops

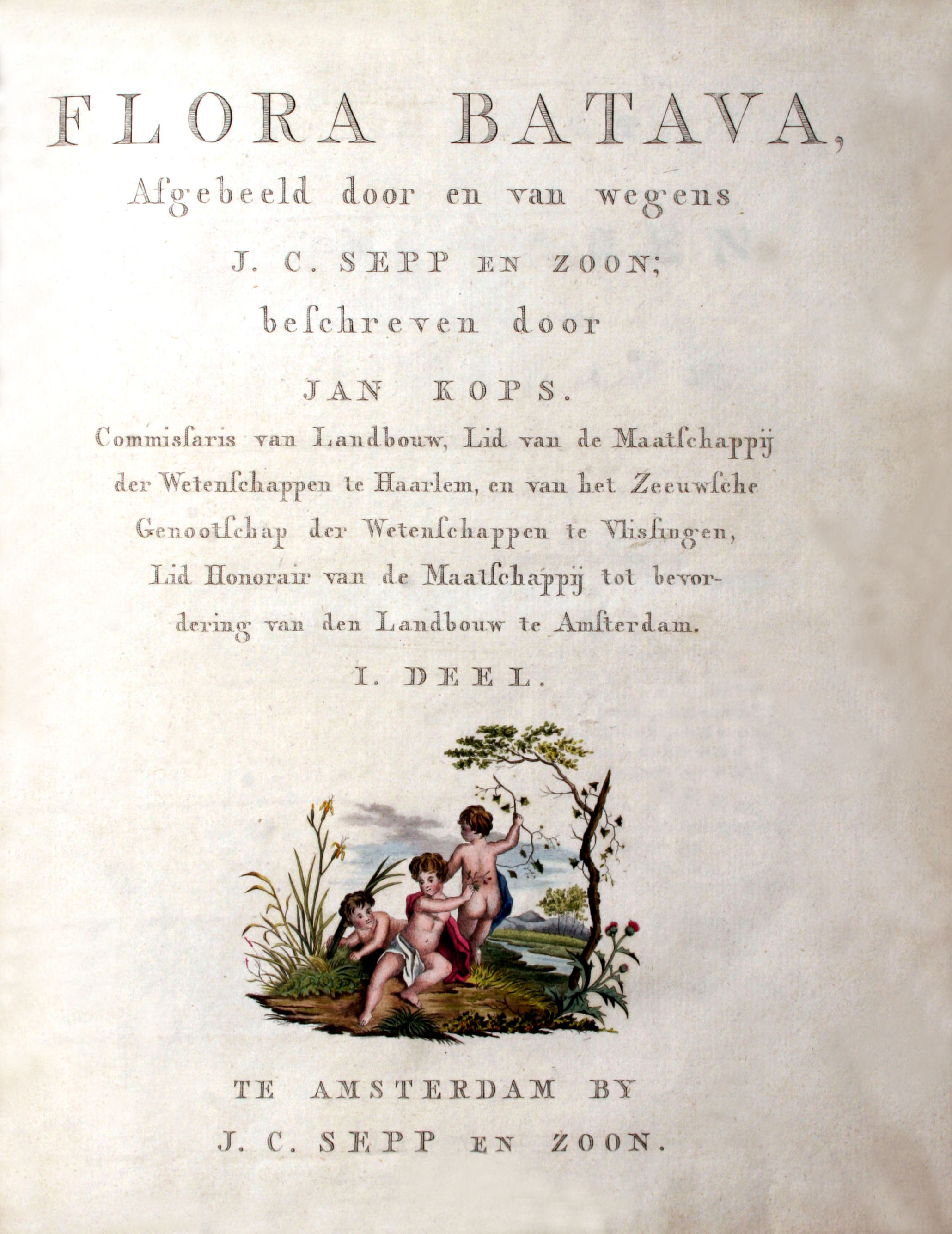
Title page of "Flora Batava"

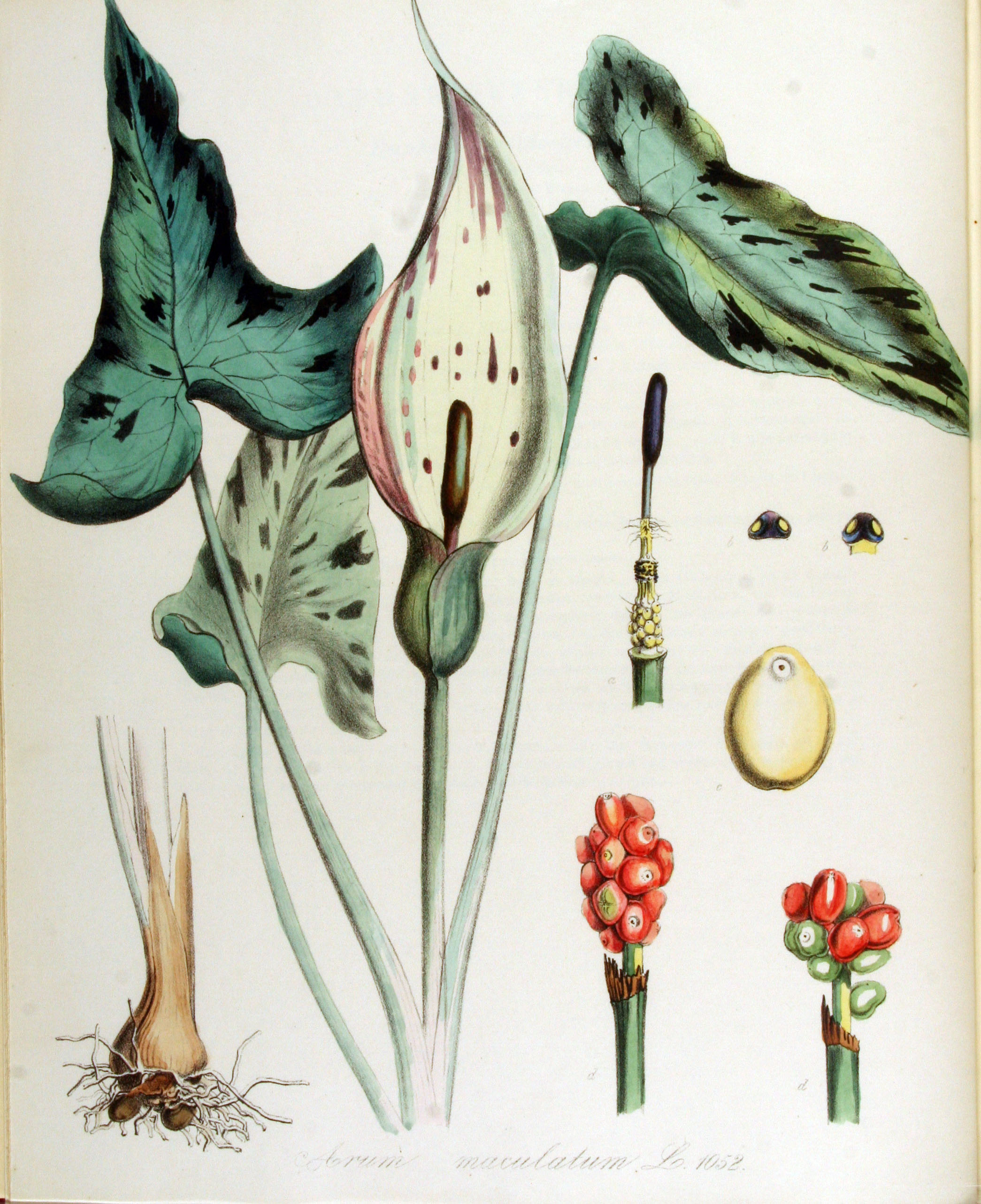
Arum maculatum, plate from "Flora Batava"

Jan Kops (Ámsterdam, 6 de marzo de 1765 – Utrecht, 9 de enero de 1849) fue un anabaptista, agrónomo y botánico neerlandés. Su contribución más notable a la botánica fue la fundación de la revista de larga vida Fauna Batava en 1800 y el texto correspondiente para los primeros 10 volúmenes.

## Biografía
Ene Kops era el hijo de Jacobo Kops, un comerciante de lana, e Hillegond Schotvanger, ambos conservadores Frisón antiguo menonita. A la muerte de su padre en diciembre de 1773, Kops con su madrastra y hermana se trasladó de Ámsterdam a Haarlem en enero, donde recibió una educación de primaria en el francés y luego en la escuela de latín. Se esperaba que seguiría la tradición familiar de una carrera en la industria textil, pero Kops era ambicioso y quería una educación más amplia. Por lo que se sumergió en el estudio de la literatura holandesa y la botánica.
En diciembre de 1781 Kops se matriculó en el Seminario Teológico de Ámsterdam, una medida que no era su primera opción, ya que más bien habría seguido su interés por la botánica y la historia natural, pero entendió que no se trataba de campos lucrativos. Anabaptistas, como Kops, fueron sistemáticamente excluidos de los cargos públicos. Sin embargo esto no impidió a Kops de asistir a cursos en las ciencias naturales en el Athenaeum Illustre de Ámsterdam.
En abril de 1787 Kops aprobó su examen en el seminario anabaptista y sirvió como pastor en Leiden hasta 1800, con la inscripción en la universidad local para una serie de cursos. En su tiempo libre le mantuvo ocupado por su interés por la literatura.
Sufrió un gran revés en la carrera de la iglesia, Kops, fue pasado por alto en 1792 como predicador de la congregación de Haarlem, y lo mismo sucede en Ámsterdam. Kops estaba furioso por esto y buscaba distracción en la botánica. Como consecuencia, la primera parte de Fauna Batava "apareció en 1800. La Revolución de Batavia llevó a los menonitas a ser tratados en pie de igualdad con la Iglesia Reformada Holandesa, y en 1795 y 1796 fue miembro y presidente de la entidad local de Leiden.
Kops volvió su atención a la agricultura, y estudió la posibilidad de convertir la región de dunas en tierras agrícolas productivas. Reunió a un grupo de expertos en agricultura y se acercó a la Administración Provincial de Holanda, para exponer sus ideas. Sus propuestas tuvieron una acogida favorable y en septiembre de 1796 un grupo de estudio fue elaborado con Kops como secretario, y pronto siguió un informe. Su reputación como ingeniero agrónomo firmemente establecido por el informe, que fue nombrado en junio de 1800, director de la agricultura en los Países Bajos, lo que le obligó a abandonar el ministerio en Leiden y ocupanr una oficina en La Haya, un puesto que él ocupó hasta 1815. En esta nueva capacidad Kops emprendió una gira de cinco meses a través de los Países Bajos, lo que le permitió juzgar personalmente el estado de la agricultura de la nación. En su iniciativa, la primera revista de agricultura holandesa Magazijn van Vaderlandschen Landbouw apareció entre 1803 y 1814. También inició la formación de 10 comisiones regionales de agricultura para asesorar al gobierno. En 1808 se estableció el primer "Consejo de Ministros de Agricultura" para proporcionar a los agricultores la asistencia y asesoramiento en equipos agrícolas e implementos.
Sus intereses anteriores resurgieron y en 1815 fue nombrado profesor de botánica y de economía agrícola en la Universidad de Utrecht, una posición que mantuvo hasta 1835. En este periodo también predicó como ministro de 1816 a 1843 a los menonitas en Utrecht, La Haya y Ámsterdam.

## Flora Batava
El primer número de Flora Batava, fue publicado en Ámsterdam en 1800, con ilustraciones que fueron proporcionadas por los artistas que trabajan bajo J. C. Sepp & Son. El editor Jan Christiaan Sepp no solo era menonita, sino también un grabador, librero, autor e ilustrador. El último número, volumen 28, fue publicado en 1934. Willem ene Lütjeharms, el editor de este volumen, declaró que la obra había terminado y su publicación se había extendido por más años que cualquier otra revista de botánica. El trabajo de los textos, imágenes e impresión había cambiado de manos varias veces durante el curso de su historia. Varios artistas habían producido las ilustraciones, pero, puesto que las obras estaban sin firmar, la atribución era difícil. La mayoría de las ilustraciones de los tres primeros volúmenes fueron de la mano de (Georg Jacob Johann van Os), un pintor de flores y frutos para la fábrica de Porcelana de Sèvres.
Kops eligió el título de su obra, por razones históricas; Batavia era una región de Holanda, cuando aún formaba parte del Imperio Romano. Flora Batava fue el nombre que se le da al jardín de Agnes Block (1629-1704), coleccionista de arte y horticultor. Ella era la hija de un comerciante textil menonita y después de la muerte de su primer marido compró una finca en el río Vecht en Loenen y la llamó Vijverhof. Una procesión de artistas, incluyendo a Maria Sibylla Merian, visitó su casa y realizaron un gran número de pinturas de flores de su jardín.
Kops se casó con Catharina Daams (1768-1805), en enero de 1788, con la que tuvo 6 hijos y 5 hijas del matrimonio. Después de la muerte de Catharina en 1805, Kops se casó en 1807 con Helena Biljouw (1774-1855). De este matrimonio vinieron 5 hijos y 1 hija, 3 de los 5 hijos murieron jóvenes.

## Honores

### Eponimia
Géneros
- (Apocynaceae) Kopsia Blume[4]

- (Scrophulariaceae) Kopsia Dumort.[5]
- La abreviatura «Kops» se emplea para indicar a Jan Kops como autoridad en la descripción y clasificación científica de los vegetales.[6]